# Chitrakot-Wasserfall
Der Chitrakot-Wasserfall ist ein Wasserfall in der Nähe der Stadt Jagdalpur im Distrikt Bastar im indischen Staat Chhattisgarh.
Er ist der breiteste Wasserfall Indiens und wird deshalb auch „indischer Niagara“ genannt. Besonders im Monsun zwischen Juli und Oktober zeigt der hufeisenförmige Chitrakot seine imposante Größe. Der Fluss Indravati, ein Nebenfluss des Godavari, überwindet an diesem Wasserfall einen Höhenunterschied von 29 m. Der Wasserfall liegt 38 km westlich von Jagdalpur und kann nur über eine Straße erreicht werden. Es gibt zwar auch einen Landeplatz für Helikopter, aber der wird nur von den Behörden genutzt. In der Nähe des Wasserfalls gibt es einige kleine Hotels und Restaurants.